# 聖安娜 (馬德拉)

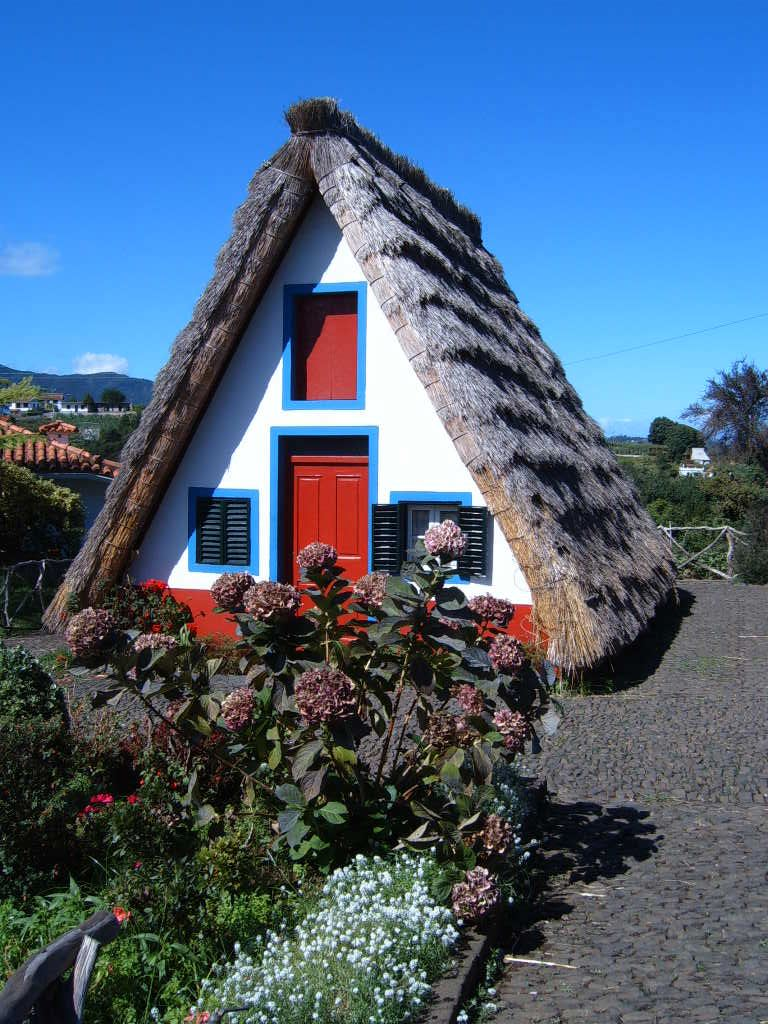
典型的马德拉民居

圣安娜（葡萄牙語：Santana）是葡萄牙马德拉自治区的市镇，位於馬德拉群島中馬德拉島的北部海岸。市镇面积为95.56平方公里，2021年人口数量为6,558人。
圣安娜位於一個河谷內。圣安娜管轄有六個堂區。這裡的主要產業是農業和旅遊業。
1. ↑  .   [2024-08-30]. （原始内容存档于2012-10-07）.